# Nethercutt Collection

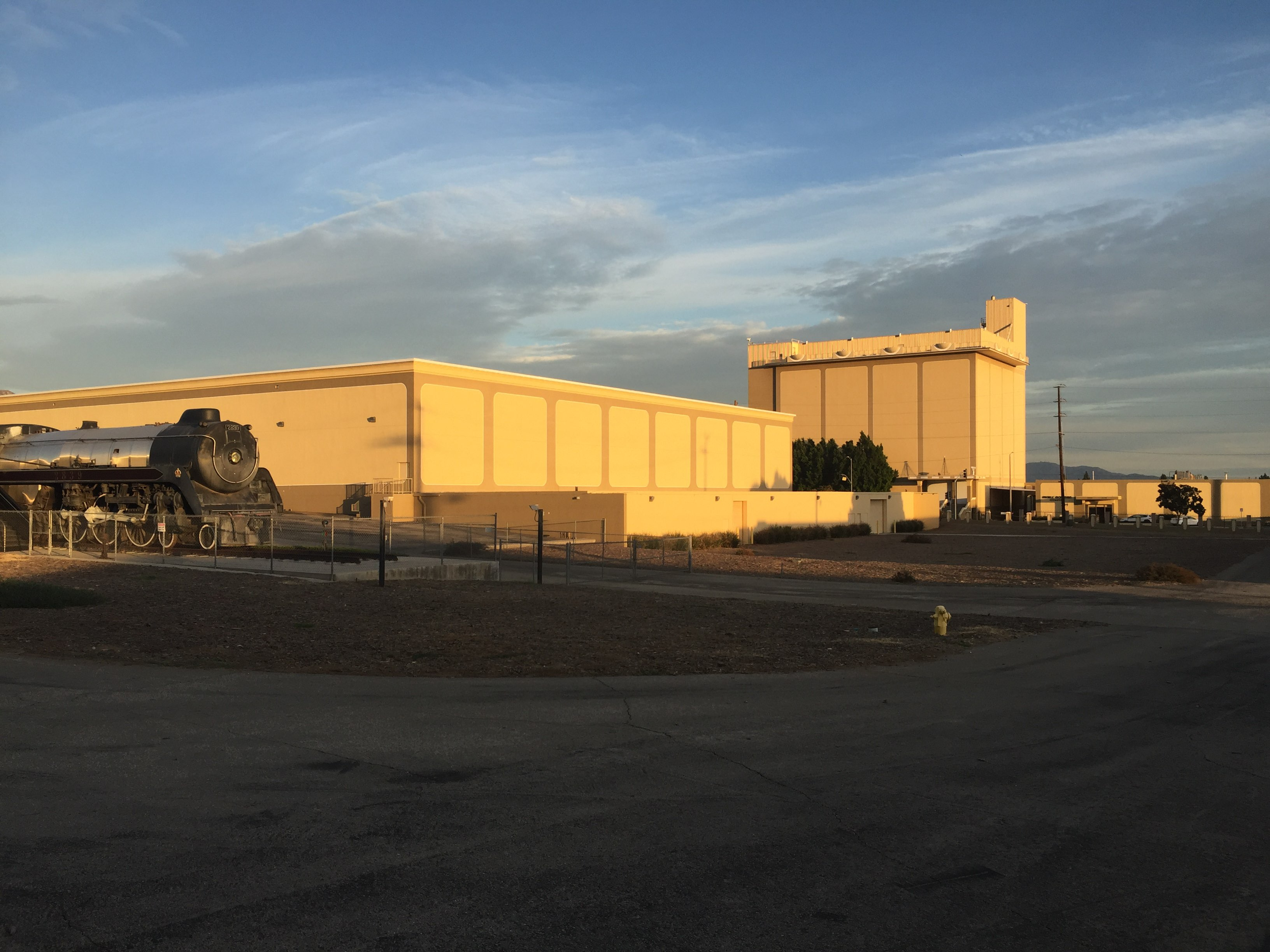
Das Gebäude von außen

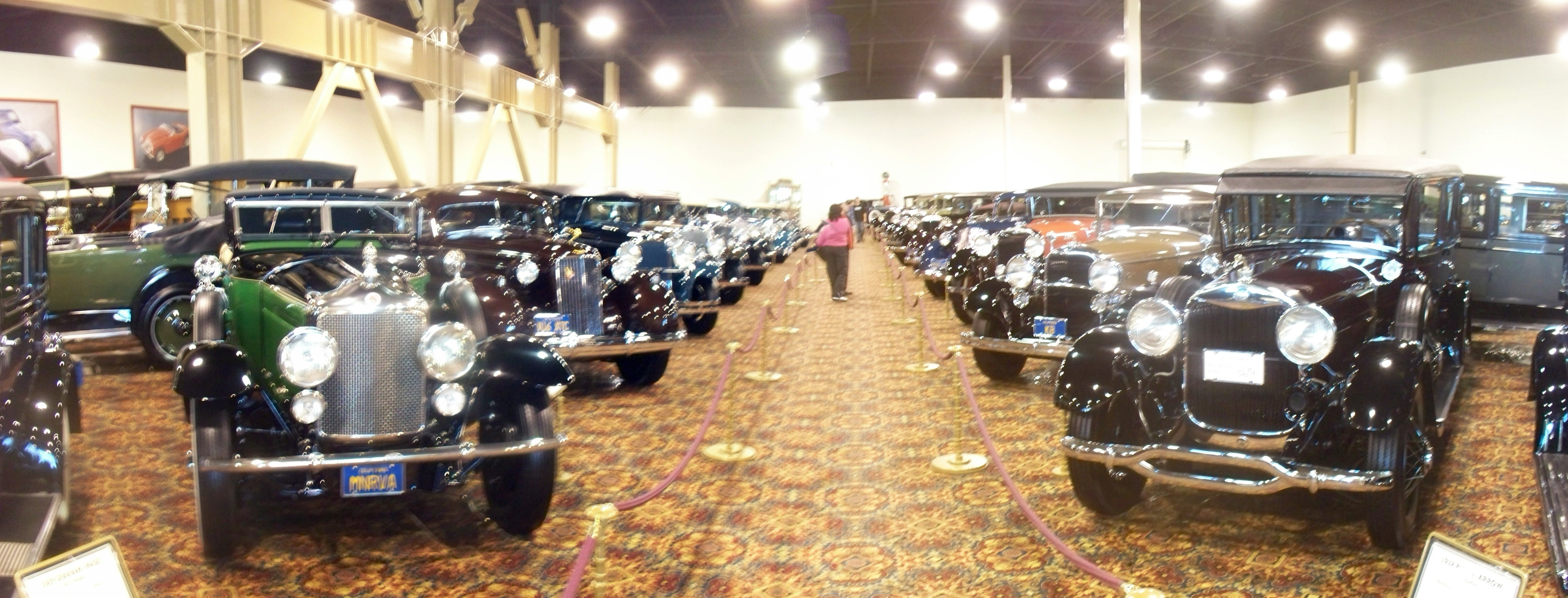
Blick in die Automobilsammlung

Die Nethercutt Collection ist ein Automuseum in den USA. 

## Beschreibung
Das Museum wurde von Jack Nethercutt (1913–2004) und seiner Frau Dorothy (1914–2004) gegründet. Die Eröffnung war im August 1972. Das mehrstöckige Gebäude befindet sich in Sylmar in Los Angeles in Kalifornien.
Herzstück ist eine Sammlung früher und klassischer Automobile, die nach einer 2012 publizierten Meinung des Fachmagazins AutoWeek zu den fünf besten in den USA gehört. Das Museum präsentiert nach eigenen Angaben mehr als 250 Automobile aus der Zeit von 1898 bis 1997.
Genannt werden Fahrzeuge der Marken Cadillac, Delahaye, Duesenberg, Isotta Fraschini, Maybach, Minerva und Renault. An anderer Stelle werden Austin-Healey 100, Bentley Mark VI, Bugatti Type 51, Cord, Duesenberg Model J, Ferrari 365 California Spyder, Gobron-Brillié, Hispano-Suiza H 6, Knox, Maybach Zeppelin DS 8, Mercedes, Mercedes-Benz 300 SL, Pope-Hartford, Ruxton, Simplex Crane Model 5 und Voisin aufgelistet.
Außerdem werden eine Dampflokomotive, ein Eisenbahn-Privatwagen, Sammlungen mechanischer Musikinstrumente, Musikboxen und antike Möbel gezeigt.

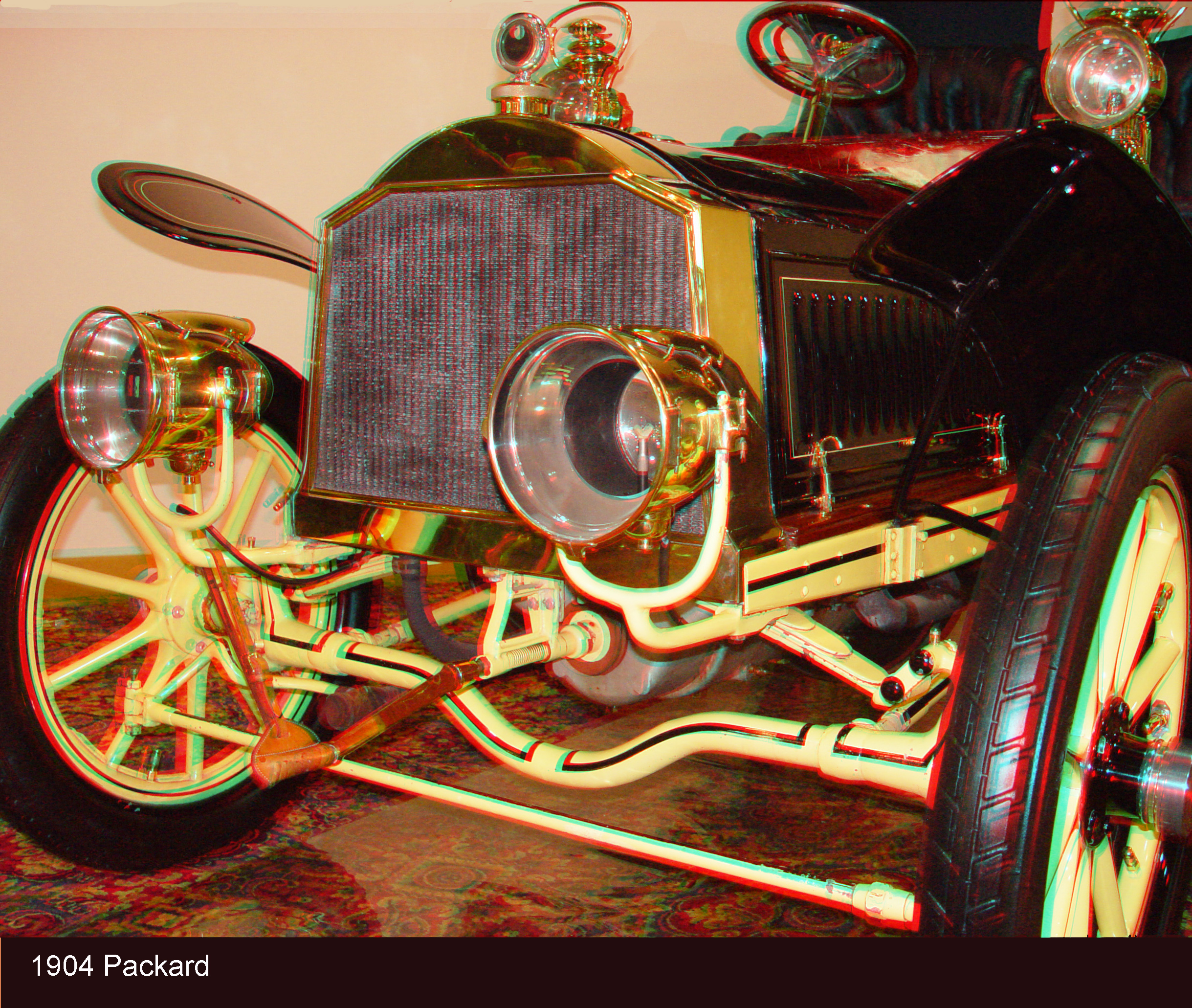
Packard Model L Vierzylinder (1904)
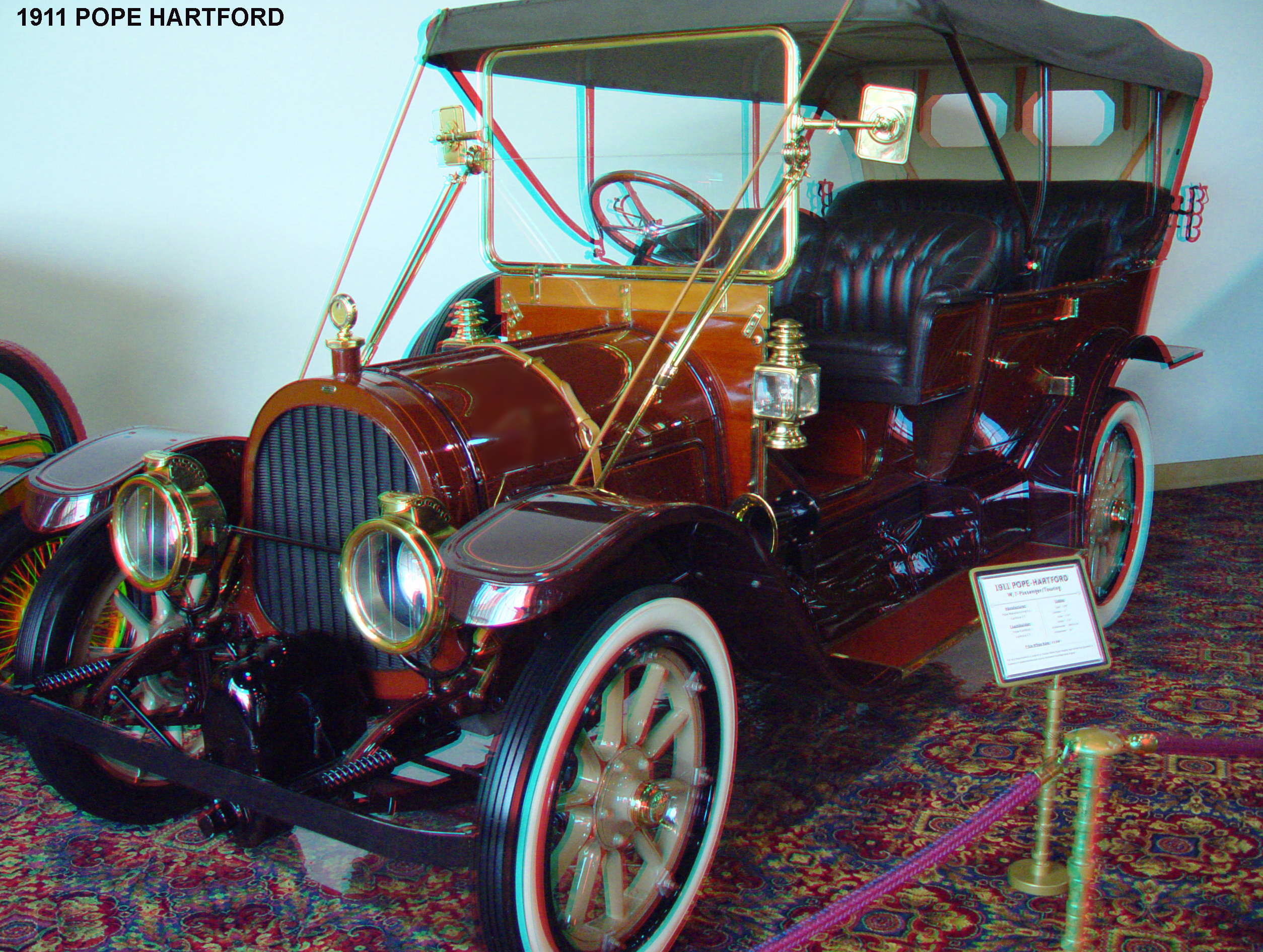
Pope-Hartford Model W Touring (1911)
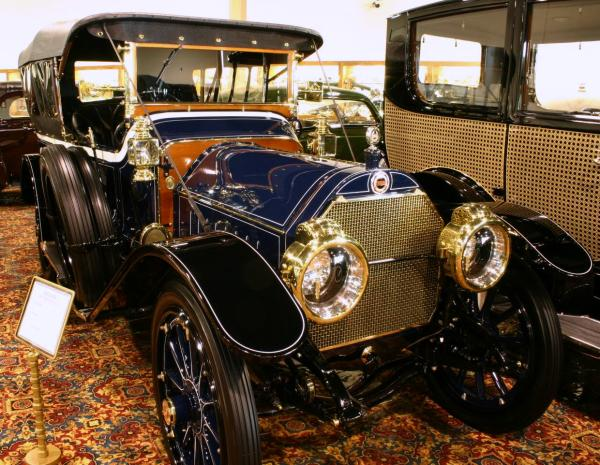
Alco Six Touring (1912)
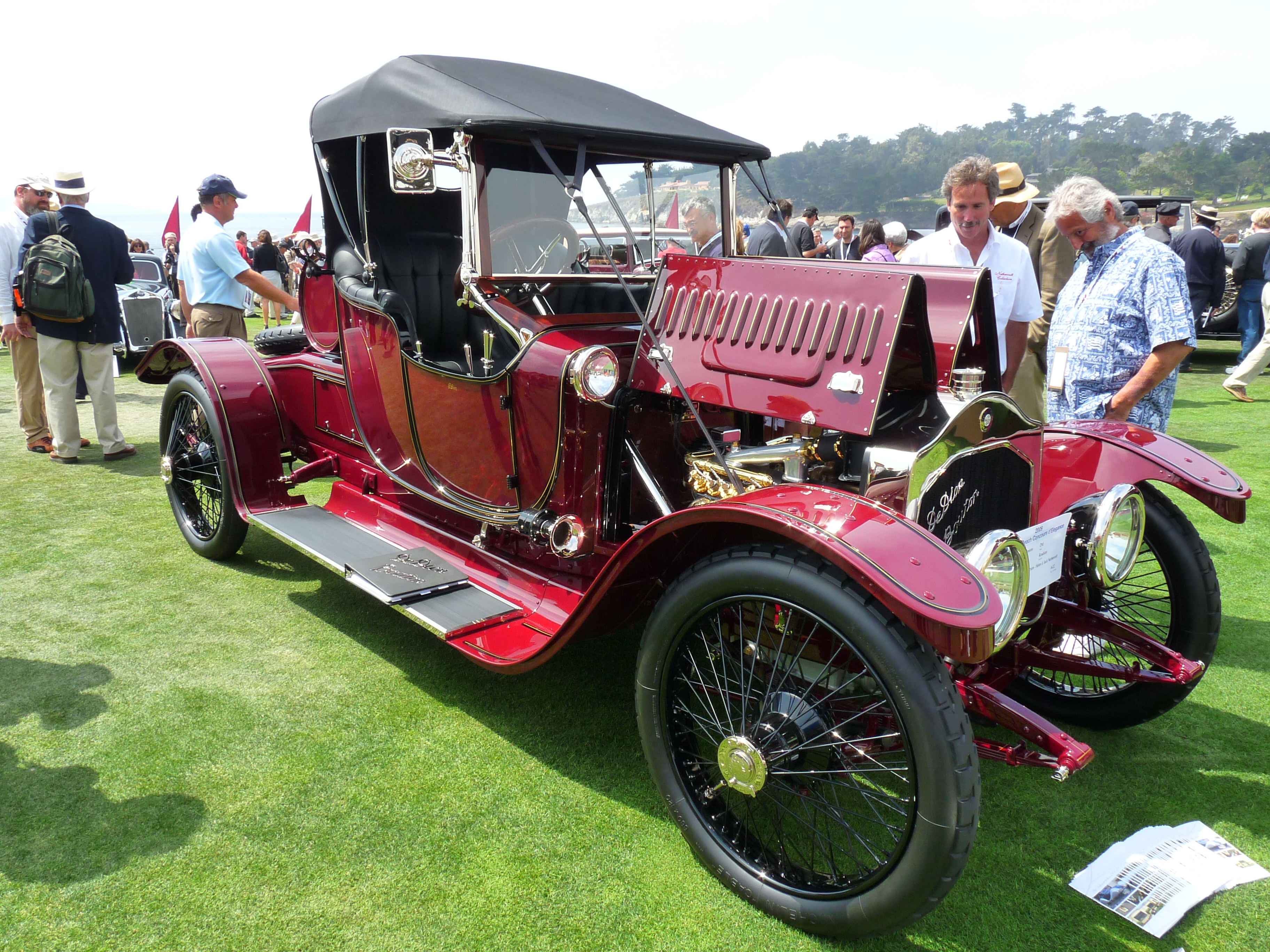
De Dion-Bouton Type DM, Roadsterkarosserie von A.S. Flandrau (1912)
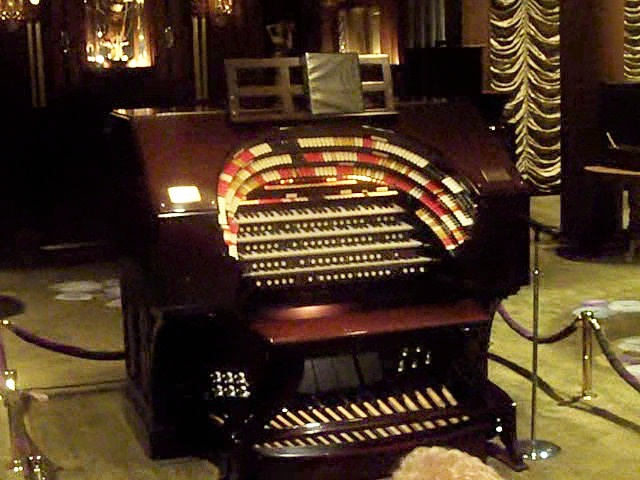
Mighty Wurlitzer Theater-Orgel
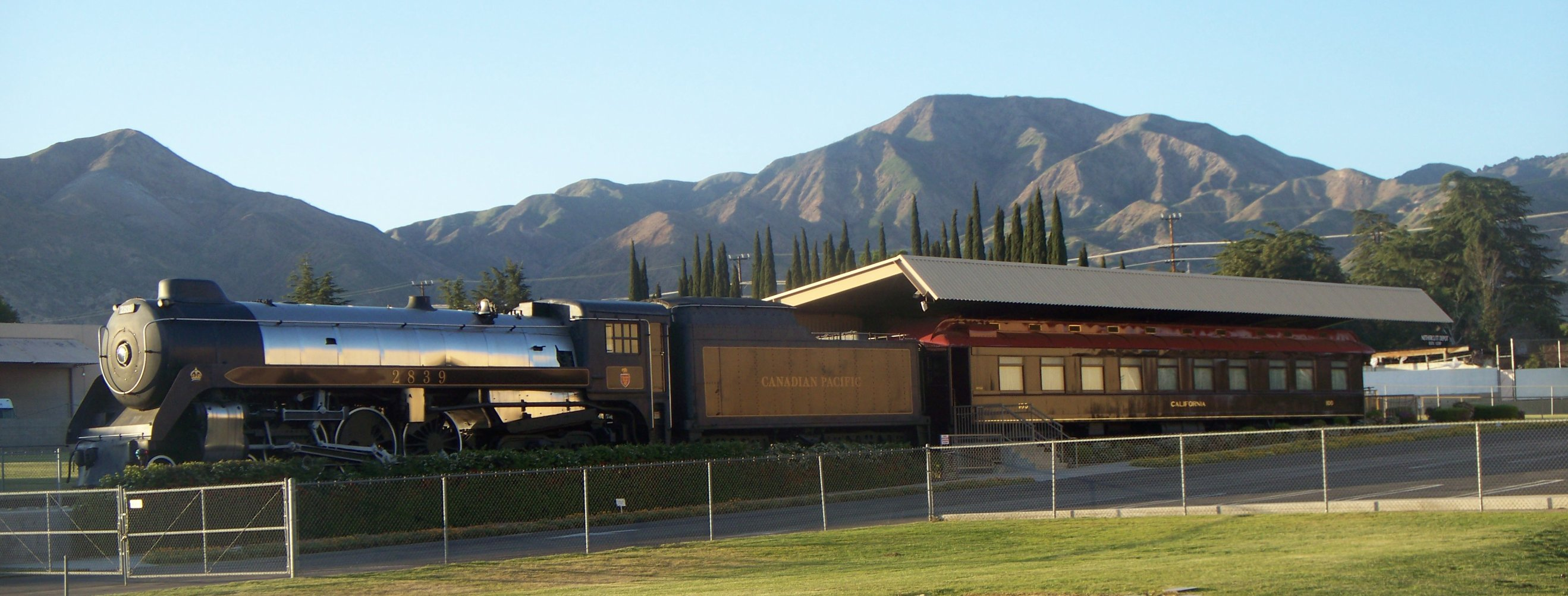
Canadian Pacific "Royal Hudson" Dampflokomotive (1937) und Privatwagen der Pullman Co. (1912).